# You're the Reason
"You're the Reason" es una canción interpretada por Victoria Justice para la serie hit Victorious en el episodio The Birthweek Song. Fue lanzado como quinto sencillo del álbum.

## Historia
You're the Reason es un sencillo de Victoria Justice como Tori Vega en la serie de Nickelodeon Victorious. Está disponible en iTunes.
Fue presentado por primera vez en el episodio de Victorious The Birthweek Song. En el episodio, el personaje de Victoria, Tori Vega, canta la canción a su hermana Trina (Daniella Monet) por su semana de cumpleaños.

## Productores
- Larry J. Franco (productor ejecutivo)
- Louis D'Esposito (productor ejecutivo)
- Michael DeLuca (productor)
- Peter Billingsley (coproductor)
- Robert W Cort (productor ejecutivo)
- Scott Kroopf (productor)
- Ted Field (productor ejecutivo)
- William Teitler (productor)

## You're the Reason (Acoustic Version)
"You're the Reason" es el tercer sencillo promocional del álbum interpretada por Victoria Justice para la serie hit Victorious. La canción es la versión acústica del sencillo del mismo nombre también interpretada por Victoria Justice.

### Surgimiento
La versión acústica surgió con el gran éxito de la versión normal de «You're the Reason». El mismo día en que el sencillo fue lanzado, Nickelodeon transmite un videoclip, justo después del episodio "El Cuento Navideño de Tori".

### Vídeo Musical
Al final del estreno del episodio El Cuento Navideño de Tori el 3 de diciembre de 2011, Nickelodeon estrenó un video musical de una "versión acústica" de la canción, que también lleva a cabo la Justice. Victoria tocaba el piano, mientras que ser respaldado por instrumentos no se ve inclinada cadena (s), posiblemente un chelo y/o contrabajo.

### Lista de canciones
It's Not Christmas Without You fue lanzado junto con You're the Reason (Acoustic Version) el 3 de diciembre de 2011 en las tiendas digitales, tales como iTunes.
| N.º | Título                                 | Escritor(es)                              | Artista(s)                                                           | Duración |  |
| 1.  | «It's Not Christmas Without You»       | Michael Corcoran Eric Goldman             | Victoria Justice, Elizabeth Gillies, Ariana Grande & Leon Thomas III | 2:33     |  |
| 2.  | «You're the Reason (Acoustic Version)» | Michael Corcoran CJ Abraham Dan Schneider | Victoria Justice                                                     | 2:53     |  |